# (19) Фортуна
(19) Форту́на (лат. Fortuna) — астероид главного пояса, который принадлежит к очень тёмному спектральному классу G. Он был открыт 22 августа 1852 года английским астрономом Джоном Хиндом в обсерватории Бишопа, Великобритания и назван в честь древнеримской богини удачи Фортуны.

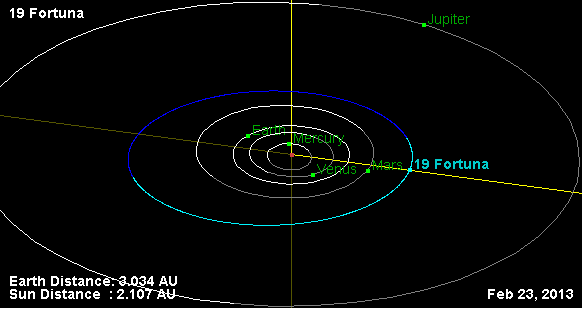
Орбита астероида Фортуна и его положение в Солнечной системе

Состав астероида схож с составом карликовой планеты Цереры и имеет тёмную поверхность со следами космического выветривания, богатую простейшими органическими веществами, в частности толинами.
По данным наблюдения космического телескопа Хаббл астероид имеет близкую к сферической форму с максимальным диаметром около 225 км. Спутников у астероида обнаружить не удалось.
Ещё более уточнить физические параметры астероида удалось благодаря неоднократным наблюдениям покрытия звёзд эти телом и, проведения радарных исследований.
Массу астероида удалось оценить большей частью благодаря тому, что Фортуна попала под возмущающее воздействие со стороны другого астероида — (135) Герта. Первоначально американский астроном James Baer оценивал массу Фортуны как 1,08⋅1019 кг, но позднее он предположил, что астероид имеет более высокую массу 1,27⋅1019 кг.
Поскольку астероид находится в главном поясе и имеет слабо вытянутую орбиту, то он не представляет опасности для Земли и всегда будет оставаться от неё на значительном расстоянии. Зато он легко может сближаться с другими астероидами. Одно из таких сближений произошло 21 декабря 2012 года, когда Фортуна прошла всего в 6,5 млн км от астероида (687) Тинетта.